# Torneo de Apertura ARUSA 2003
El Torneo de Apertura ARUSA de 2003 fue un torneo de rugby de primera división de Chile.
El campeón del torneo fue el club COBS.

## Desarrollo
| Pos. | Equipo                     | Encuentros | Encuentros | Encuentros | Encuentros | Tantos | Tantos | Tantos | Puntos |
| Pos. | Equipo                     | PJ         | PG         | PE         | PP         | F      | C      | Dif    | Puntos |
| ---- | -------------------------- | ---------- | ---------- | ---------- | ---------- | ------ | ------ | ------ | ------ |
| 1.º  | COBS                       | 5          | 5          | 0          | 0          | 168    | 86     | +82    | 15     |
| 2.º  | Universidad Católica       | 5          | 4          | 0          | 1          | 189    | 75     | +114   | 13     |
| 3.º  | Old Boys                   | 5          | 3          | 0          | 2          | 119    | 97     | +22    | 11     |
| 4.º  | Stade Français             | 5          | 2          | 0          | 3          | 166    | 120    | +46    | 9      |
| 5.º  | Alumni SC                  | 5          | 1          | 0          | 4          | 111    | 119    | -8     | 7      |
| 6.º  | Universidad Diego Portales | 5          | 0          | 0          | 5          | 42     | 298    | -256   | 5      |

## Campeón
| Bandera de Chile |
| Campeón COBS     |